# ميني ستوب
تعتبر شركة ميني ستوب Ministop Co., Ltd. (ミニストップ株式会社 Minisutoppu Kabushiki-gaisha) (بورصة طوكيو: 9946) إحدى شركات مجموعة Æon، وتعمل على تشغيل سلسلة من محلات البقالة في اليابان. تمتاز هذه المتاجر عن غيرها من متاجر البقالة المنتشرة في اليابان بتوفيرها مطبخاً يحضّر الشطائر والوجبات الخفيفة عند الطلب، كما يتوفر فيها مساحات مخصصة لتناول الطعام.

## المنتجات
تتوفر فيه معظم البضائع اليابانية التقليدية، كالمجلات والمانجا والقصص الهزلية والمشروبات الغازية ووسائل منع الحمل والأونيغيري؛ كما تتضمن الخدمات التي يقدمها دفع الفواتير وتصوير الأوراق وبيع تذاكر الفعاليات المختلفة واستخدام آلة الصراف الآلي. كما تمتلك ميني ستوب علامة تجارية خاصة بها من الوجبات السريعة. تختلف قائمة الطعام باختلاف الموسم والعروض الدورية؛ تتضمن القائمة النقانق والشطائر والحلويات المثلجة والمثلجات. تعمل متاجر ميني ستوب في كل من كوريا الجنوبية والفلبين والصين وفيتنام.

## روابط خارجية
- الموقع الرسمي
- ميني ستوب في الفلبين
- شركة متاجر روبنسون